# Hisashi Tsuchida
Hisashi Tsuchida (土田 尚史 Tsuchida Hisashi?), född 1 februari 1967, är en japansk tidigare fotbollsspelare.
I december 1988 blev han uttagen i japans trupp till Asiatiska mästerskapet i fotboll 1988.